# Hefse Guiro
Pour les articles homonymes, voir Guiro.
 (février 2021).
Cheikh-Tidiane Frédéric Guiro, dit Hefse, est un réalisateur, scénariste et chef opérateur sénégalais et français.  
Il est le neveu du comédien et metteur en scène Boubacar Guiro,.  
Après un cursus en cinéma à l'université Paris VIII, il étudie à l’École Supérieure de Journalisme avant de travailler comme reporter depuis Dakar. Il sillonne alors l’Afrique subsaharienne comme envoyé spécial permanent pour la télévision publique française pendant cinq années, témoignant de réalités du continent à travers de nombreux reportages,,. 
Il s’installe ensuite au Canada. Son travail y documente les abus commis par d’anciens missionnaires québécois en Afrique et contribue à la reconnaissance de victimes sénégalaises. Sa série de reportages sur l’Amérique profonde y est également primée, et son projet de documentaire Fragments, la guerre trente ans après, sélectionné au Face à face de la relève des Rencontres Internationales du Documentaire de Montréal (RIDM). 
De retour en France, l’atelier scénario de l’École nationale supérieure Louis Lumière lui permet d’entamer l’écriture de Ceux qui partent, son premier long métrage de fiction, dont le scénario est lauréat du Centre des Écritures Cinématographiques du Moulin d’Andé.
Ancien membre du comité de lecture et du jury de la Fabrique des cinémas du monde, il est lecteur pour l'Aide au cinéma du monde du CNC.